# Lista över krigshandlingar mot Sverige under andra världskriget
Sverige var neutralt under andra världskriget och slapp det mesta av kriget, men drabbades dock av krigshandlingar. Vanligast var sänkningar av svenska handelsfartyg.                                               

## 1939
- 1939, 24 september: Handelsfartyget S/S Gertrud Bratt stoppas och sänks av den tyska ubåten U-4 sedan besättningen fått lämna fartyget.[1]
- 1939, 25 september: Handelsfartyget Silesia stoppas och sänks av den tyska ubåten U-36 sedan besättningen fått lämna fartyget.[2]
- 1939, 27 september: Handelsfartyget Algeria tas som byte av den tyska ubåten U-36. Fartyg och besättning släpps senare fria av tyskarna.[3]
- 1939, 28 september: Handelsfartyget S/S Nyland stoppas och sänks av den tyska ubåten U-16 sedan besättningen fått lämna fartyget.[4]
- 1939, 29 september: Handelsfartyget Britt uppbringas av tyska krigsfartyg på Nordsjön och förs till tysk hamn.[5]
- 1939, 30 september: Handelsfartyget Gun stoppas och sänks av den tyska ubåten U-3 sedan besättningen fått lämna fartyget.[6]
- 1939, 1 oktober: Handelsfartyget Ask beskjuts av tyskt flygplan på svenskt vatten utanför Simrishamn och beordras styra ut från territorialvattnet. Uppbringningen hindras av tillskyndande svenska flygplan.[7]
- 1939, 1 oktober: Handelsfartyget Mercia uppbringas av tyska krigsfartyg på Östersjön och förs till tysk hamn.[8]
- 1939, 8 oktober: Handelsfartyget Vistula stoppas och sänks av den tyska ubåten U-37 sedan besättningen fått lämna fartyget. 9 besättningsmän avlider.[9]
- 1939, 12 oktober: Handelsfartyget Wanja uppbringas av en brittisk kryssare i Nordatlanten och förs mot Kirkwall, men strandar.[8]
- 1939, 14 oktober: Handelsfartyget Jupiter uppbringas av tyska krigsfartyg på östra Nordsjön och förs till tysk hamn.[10]
- 1939, 20 oktober: Handelsfartyget Gustaf Adolf stoppas och sänks av den tyska ubåten U-34 sedan besättningen fått lämna fartyget.[11]
- 1939, 2 november: Handelsfartyget Thule prejas i neutralitetsleden sydost om Åhus av ett tyskt sjöflygplan som sätter ombord prismanskap. Dessa ger sig dock iväg när ett svenskt plan börjar cirkla över fartyget.[7]
- 1939, 27 november: Tankfartyget Gustaf E. Reuter sänks av den tyska ubåten U-48, en besättningsman omkommer.[12]
- 1939, 3 december: Handelsfartyget Rudolf sänks av den tyska ubåten U-56, 9 besättningsmän omkommer.[13]
- 1939, 6 december: Handelsfartyget Vinga sänks av den tyska ubåten U-31.[14]
- 1939, 16 december: Handelsfartyget S/S Lister sänks av misstag av den tyska ubåten U-59.[15]
- 1939, 20 december: Handelsfartyget S/S Mars sänks av en tysk mina, 7 besättningsmän omkommer.[16]
- 1939, 21 december: Handelsfartyget S/S Mars av Helsingborg (annat fartyg än ovan nämnda) sänks av den tyska ubåten U-21, 18 besättningsmän omkommer.[17]
- 1939, 21 december: Handelsfartyget S/S Carl Henckel sänks av den tyska ubåten U-21, 10 besättningsmän omkommer.[18]

## 1940
- 1940, 1 januari: Handelsfartyget S/S Lars Magnus Trozelli sänks av den tyska ubåten U-58, 7 besättningsmän omkommer.[19]
- 1940, 3 januari: Handelsfartyget Svartön sänks av den tyska ubåten U-58, 20 besättningsmän omkommer.[20]
- 1940, 5 januari: Handelsfartyget Fenris sänks av sovjetiska ubåtar. Inga omkomna.[21]
- 1940, 13 januari: Handelsfartyget Sylvia sänks av den tyska ubåten U-20, hela besättningen på 20 man omkommer.[22]
- 1940, 18 januari: Handelsfartyget Pajala sänks av den tyska ubåten U-25.[23]
- 1940, 18 januari: Handelsfartyget Flandria sänks av den tyska ubåten U-9, 17 besättningsmän omkommer.[24]
- 1940, 19 januari: Handelsfartyget Foxen sänks, antagligen av den tyska ubåten U-55 och 17 besättningsmän omkommer.[25]
- 1940, 19 januari: Handelsfartyget Patria sänks av den tyska ubåten U-9.[26]
- 1940, 22 januari: Handelsfartyget Gothia sänks av misstag av den tyska ubåten U-51, tre besättningsmän omkommer.[27]
- 1940, 23 januari: Handelsfartyget Andalusia sänks, antagligen av den tyska ubåten U-55 och hela besättningen på 21 man omkommer.[28]
- 1940, 1 februari: Handelsfartyget Fram sänks av den tyska ubåten U-13, 9 besättningsmän omkommer.[29]
- 1940, 11 februari: Handelsfartyget Orania sänks av den tyska ubåten U-50, 14 besättningsmän omkommer.[30]
- 1940, 12 februari: Handelsfartyget Dalarö sänks av den tyska ubåten U-53, 1 besättningsman omkommer.[31]
- 1940, 13 februari: Handelsfartyget S/S Norna sänks av den tyska ubåten U-53 och hela besättningen på 18 man omkommer.[32]
- 1940, 16 februari: Handelsfartyget S/S Liana sänks av den tyska ubåten U-14, 10 besättningsmän omkommer.[33]
- 1940, 16 februari: Handelsfartyget S/S Osmed sänks av den tyska ubåten U-14, 13 besättningsmän omkommer.[34]
- 1940, 19 februari: Handelsfartygen Bohus och Start uppbringas av tyska jagare på svenskt vatten utanför Hållö.[7]
- 1940, 21 februari: Flera sovjetiska bombplan släpper bomber över Pajala kyrkby.
- 1940, 24 februari: Handelsfartyget Santos sänks av den tyska ubåten U-63, 31 besättningsmän omkommer.[35]
- 1940, 2 mars: Handelsfartyget M/F Lagaholm sänks av den tyska ubåten U-32, 1 besättningsman omkommer.[36]
- 1940, 10 april: Tankfartyget Sveaborg sänks av den tyska ubåten U-37, 5 besättningsmän omkommer.[37]
- 1940, 19 maj: Handelsfartyget Erik Frisell sänks av den tyska ubåten U-37.[38]
- 1940, 20 maj: Ett tyskt flygplan beskjuter pansartåget "Kiruna" på Vassijaure järnvägsstation, varvid en värnpliktig soldat dödas.[39]
- 1940, 20 juni: Handelsfartyget Tilia Gorthon sänks av den tyska ubåten U-38, 10 besättningsmän omkommer.[40]
- 1940, 20 juni: Den brittiska flottan utanför Torshamn på Färöarna beslagtar fyra svenska jagare. HMS Psilander, HMS Puke, HMS Romulus, HMS Remus. Jagarna släpps senare.
- 1940, 7 juli: Handelsfartyget Bissen sänks av den tyska ubåten U-99.[41]
- 1940, 17 juli: Handelsfartyget S/S O.A. Brodin sänks av den tyska ubåten U-57, 3 besättningsmän omkommer.[42]
- 1940, 9 augusti: Handelsfartyget M/S Canton sänks av den tyska u-båten U-30[43]
- 1940, 16 augusti:Handelsfartyget S/S Hedrun sänks av den tyska ubåten U 48, 7 besättningsmän omkommer.
- 1940, 3 oktober: Bombningen av Malmö
- 1940, 12 december: Handelsfartyget M/S Stureholm sänks av den tyska ubåten U-96. 32 besättningsmän omkommer.[44]

## 1941
- 1941, 25 februari: Lejdfartyget M/T Castor sänks av den tyska ubåten U 46. 15 man omkommer[45]
- 1941, 25 februari: Lejdfartyget S/S Göteborg sänks av den tyska ubåten U 70. Samtliga 23 man omkommer[45]
- 1941, 5 mars: Lejdfartyget M/S Murjek sänks av den tyska ubåten U 95. Samtliga 31 man omkommer[45]
- 1941, 12 april: Lejdfartyget M/F Kexholm tvingas av en brittisk beväpnad trålare att avvika från den överenskomna leden och sänks därefter av ett tyskt bombplan. Besättningen räddas[45]
- 1941, 17 april: Lejdfartyget M/S Venezuela sänks av den tyska ubåten U 123. Samtliga 49 personer omkommer[45]
- 1941, 9 juli: Östbysänkningarna: Delar av en tysk konvoj sänks av svenska minor; hjälpfartygen Tannenberg, Preussen och Hansestadt Danzig. Uppskattningsvis 150-200 tyskar omkommer.
- 1941, 22 november: M/T Uno från Göteborg minsprängs utanför Memel. 1 man omkommer, övrig besättning på 8 man räddas.

## 1942
- 1942, 13 april: Handelsfartyget M/F Korsholm sänks av artilleri från en ubåt i konvoj utanför Floridas kust
- 1942, 22 juni: Handelsfartyget Ada Gorthon sänks av sovjetiska ubåten SC 317 sydost norra Möckleby vid Ölands ostkust. 14 sjömän omkommer.[21][46]
- 1942, 9 juni: Röda korsfartyget Stureborg sänkt av italienskt torpedplan i Medelhavet. 20 personer omkommer.
- 1942, 20 juni: en DC:3:a, SE-BAG angrips av tyskt jaktflyg och skadas men lyckas ta sig till sin destination, Bromma.[47]
- 1942 6 juli Handelsfartyget M/S Argentina Nordstjernan AB och M/S Uddeholm Svenska Amerika Mexiko linjen går på av tyskarna nyutlagda minor utanför Kristiansand och sjunker. Alla klarar sig på Uddeholm och 4 personer omkommer på M/S Argentina däribland kontrollofficer Wachtmeister. Information om de nyutlagda minorna nådde aldrig fartygen.
- 1942, 9 juli: Handelsfartyget S/S Margareta sänks av den sovjetiska ubåten S-7 utanför Arköbådan. 14 sjömän omkommer.[21][46]
- 1942, 11 juli: Handelsfartyget M/F Luleå sänks av den sovjetiska ubåten S-7 vid Kungsgrund. 8 sjömän omkommer.[21][46]
- 1942, 12 juli: Jagaren Stockholm fäller sjunkbomber mot den sovjetiska ubåten S 7 som sannolikt blir skadad, men som lyckas fortsätta sitt uppdrag.[46]
- 1942, 21 juli: Svenska eskortfartyg fäller sjunkbomber mot den sovjetiska ubåten SC 406 sydost Kungsgrund. Ubåten skadas troligen men tar sig tillbaks till sin bas.[46]
- 1942, 18 augusti: Det malmlastade handelsfartyget C F Liljevalch sänks av den sovjetiska ubåten L3 öster om Västervik. 26 sjömän omkommer, endast 7 i besättningen överlever. De eskorterande jagarna Nordenskjöld och Norrköping fäller sjunkbomber mot den sovjetiska ubåten som troligen skadas men som lyckas fortsätta sitt uppdrag och sedan ta sig tillbaka till sin bas.[21][46]
- 1942, 29 oktober: Handelsfartyget Bengt Sture sänks av den sovjetiska ubåten SC 406 nordväst Stilo fyr. 9 sjömän omkommer, 6 sjömän tas upp av ubåten och förs till sovjetiskt fångläger där de senare likvideras.[21][46]
- 1942, 6 november: Det malmlastade handelsfartyget Lidingö sänks i Fehmarn Bält genom minsprängning. Alla räddas.

## 1943
- 1943, 16 april: Ubåten Ulven sänks av en tysk mina. 33 sjömän omkommer.
- 1943, 26 augusti: Fiskebåtarna Hermon och Västkusten från Öckerö beskjuts av två tyska minsvepare när de fiskade norr om Hanstholm utanför Jyllands nordvästkust. Båda fiskefartygen sjönk och alla ombord, tolv man, omkom.[48][49]
- 1943, 28 augusti: en DC-3:a, SE-BAF, skjuts ner av tyskt jaktflyg. Alla ombord, tre besättningsmän och fyra passagerare, omkommer.[47]
- 1943, 22 oktober: en DC:3:a, SE-BAG skjuts ner av tyskt jaktflyg, 13 omkommer och två överlever anfallet.[47]
- 1943, november: Bombningen av Lund 1943. Ett brittiskt bombflygplan släpper sin last över Lund.

## 1944
- 1944, 22 februari: Stockholm, Strängnäs, Nacka och Södertälje bombas av Sovjetunionen.
- 1944, 11 april, kl 11.55: Svenskt luftvärn nedsköt den 11 april vid Sövde i Sydskåne ett tvåsitsigt tyskt Messerschmittplan Me 210. Enligt militära myndigheter hade tyskarna öppnat kulspruteeld mot ett svenskt batteri. Det tyska planet störtade och besättningen omkom. En svensk soldat, 32-årige Nils Einar Holmgren från Malmö dödades.[50]
- 1944, 14 maj: en S 16 skjuts ner av tyskt jaktflyg över internationellt vatten utanför Baltikum. En besättningsman omkommer och de övriga tre tas tillfånga av tyskarna. Dessa släpps efter svenska protester.[47]
- 1944, 15 maj: en S 16 försvinner i samma område som nedskjutningen av en S 16 skedde 14 maj. Enligt baltiska flyktingar sköts planet ner av tyskt jaktflyg.[47]
- 1944, 23 maj: en S 16 försvinner över flygning Kattegatt - Skagerack. Vraket återfinns 1951 av danska fiskare med skott- och brandskador.[47]
- 1944, 13 juni: En tysk V-2-raket slår ner vid Bäckebo utanför Nybro, se Bäckebobomben
- 1944, 24 november: Passagerarfartyget Hansa sänks av en sovjetisk ubåt norr om Visby. 84 man omkommer.[21]
- 1944, 29 december: Handelsfartyget Venersborg sänks av sovjetiska ubåtar. 19 sjömän omkommer.[21]

## 1945
- 1945, 3 april: Ett svenskt jaktplan av modell J 20 skjuts ner utanför Sölvesborg av ett tyskt flygplan av typen Dornier Do 24. Piloten Harry Nordlund omkommer.[51]
- 1945, 4 april: Ett brittiskt flygplan angriper av misstag ett tåg vid Skee station i norra Bohuslän.[47] Det egentliga målet var ett tåg i Norge.